# SN 1996ce
SN 1996ce – supernowa odkryta 16 grudnia 1996 roku w galaktyce Mrk785. W momencie odkrycia miała maksymalną jasność 18,00m.